# Carl Otto Björkman
Carl Otto Björkman, född 24 maj 1863 i Överjärna, död 19 september 1948 i Strängnäs, var tillsyningsman för Stockholms stads fastigheter i Brännkyrka och Enskede, filantrop och en av den svenska socialdemokratins pionjärer.
C.O. Björkman tillhörde den generation svenskar som tack vare folkskolans införande under mitten av 1800-talet genom utbildning kunde skaffa förutsättningar för ett bättre liv. Han kom från enkla förhållanden på den sörmländska landsbygden. Modern var piga och hans styvfader jordbruksarbetare. Relationen med styvfadern var dålig och Björkman vistades därför under uppväxten mycket hos sina morföräldrar, som såg till att han fick gå i skola. Carl Otto Björkman erhöll släktnamnet genom moderns, Johanna Catharina Holm, giftermål 1864 med Carl Erik Björkman. Namnet är ett soldatnamn förknippat med båtsmanstorpet N:o 63, Nytäppan, i Sättersta församling i Södermanland. Namnet finns noterat i husförhörsböckerna sedan slutet av 1700-talet såsom namnet på de kronobåtsmän som från tid till annan innehar torpet.
Efter ungdomsårens arbete som dräng på olika torp och gårdar i trakterna av Järna och därefter som springpojke m.m. vid Stadskällaren i Södertälje, kom Björkman år 1882 i flottans tjänst som rotebåtsman (N:o 109 Spång) vid Södermanlands första kompani.
År 1887 lämnade C.O. Björkman flottan och bosatte sig i Stockholm där han kom att arbeta som stadsbud (N:o 4). Han agiterade för förbättrade arbetsvillkor och folkbildning och bidrog till att fackligt organisera Stockholms stadsbud i Stadsbudskåren. Han innehade flera förtroendeuppdrag inom kåren och var dess ordförande 1902.
År 1908 utsågs Björkman till tillsyningsman och vicevärd för Stockholms stads fastigheter i Brännkyrka och Enskede och bosatte sig i Enskede där han även var politiskt aktiv. På hans initiativ skapades Enskedes Folkets hus som invigdes 1912 och bildades den socialdemokratiska föreningen i Enskede 1919. Vid sin död var Björkman den socialdemokratiska föreningens äldste medlem.
C.O. Björkman gifte sig 1886 med Kristina Helena Jansdotter från Tierp och efter hennes död gifte han sig 1918 med Hildegard Gustava Edström från Sundsvall. Tillsammans med sin första hustru hade han sex barn som uppnådde vuxen ålder: Greta (född 1888), Nils (född 1890), Vera (född 1892), Knut (född 1895), Carl Erik (född 1897) och Bertil (född 1904).
C.O. Björkmans äldste son, Nils, var en drivande kraft inom den tidiga kommunistiska rörelsen i Sverige. Nils Björkman var också en av Lenins kontakter när denne på våren 1917 besökte Stockholm på väg till S:t Petersburg där den ryska revolutionen brutit ut tidigare samma år. Nils Björkman köpte bland annat på varuhuset PUB i Stockholm ut en överrock med sammetskrage åt Lenin som denne därefter bar på ett flertal fotografier.
Efter sin pensionering insamlade Björkman bilder av 1 300 svenska sockenkyrkor som han sammanställde i tolv stora volymer med kommentarer och inledande dikter till varje stift. Denna samling skänkte Björkman till svenskarna i USA genom Augstanasynoden i Illinois. Gåvan överlämnades av biskop Ljunggren i Skara i samband med firandet av 300-årsjubileet av den svenska kolonin Nya Sverige 1938.
Makarna Björkman är begravda på Sandsborgskyrkogården i Stockholm.